# ميكائيل جانسون (سياسي)
ميكائيل جانسون (بالسويدية: Mikael Jansson)‏ هو سياسي سويدي، ولد في 4 سبتمبر 1965 في أوميو في السويد. نشط حزبياً في ديمقراطيو السويد (1993 – 1993) (9 أبريل 2018 – 9 أبريل 2018) وحزب الوسط السويدي. وقد انتخب عضو البرلمان السويدي ‏.